# Каргаполов, Валерий Павлович
Валерий Павлович Каргаполов (род. 13  февраля 1950 года, Переяславка) — советский и российский преподаватель. Ректор Дальневосточной государственной академии физической культуры (2002—2009). Доктор педагогических наук (1999). Профессор (1999).

## Биография
Валерий Павлович Каргаполов родился 13 февраля 1950 года в посёлке Переяславка Хабаровского края. После окончания средней школы поступил на факультет физической культуры Хабаровского государственного педагогического института. Позже был аспирантом Ленинградского научно-исследовательского института.
Работал в детско-юношеской спортивной школе Биробиджана. Затем преподавал в технологическом техникуме и институте физической культуры. Семнадцать лет работал в Хабаровском государственном педагогическом институте (затем — университете), где в разные годы был преподавателем, проректором и заведующим кафедрой.
В 1987 году защитил кандидатскую диссертацию на тему «Индивидуализация предсоревновательной подготовки спортсменов на основе комплексного оперативного контроля на примере лыжников-гонщиков».
Член-корреспондент Международной академии наук о природе и обществе (1998).
В 1999 году защитил докторскую диссертацию на тему «Профессиональное становление преподавателя физической культуры».
С 2002 по 2009 год был ректором Дальневосточной государственной академии физической культуры.
В настоящее время является заведующим кафедрой физического воспитания и спорта Тихоокеанского государственного университета.

## Награды и звания
- Медаль К. Д. Ушинского (1992).
- Юбилейная медаль Росспорта России (2003).
- Знак «Признание и почёт» (2017)[7].

## Публикации
Монография
- Каргаполов В. П. Профессиональное становление преподавателя гуманитарного вуза. — Хабаровск: ХГПУ, 1997. — 135 с. ISBN 5-87155-152-1
- Каргаполов В. П., Поликарпов В. Д., Симонов А. П. Физическое воспитание младших школьников Крайнего Севера на основе использования средств спортивно-игровой направленности. — Хабаровск: ДВГГУ, 2015. — 92 с. ISBN 978-5-87155-437-1

Учебные пособия
- Каргаполов В. П. Теоретические аспекты построения моделей контроля в спорте. — Хабаровск: ХГПИ, 1990. — 73 с.
- Каргаполов В. П. , Лигута В. Ф., Приходько Е. Н. Социальное управление подготовкой. — Хабаровск: ХГИФК, 1996. — 37 с.
- Татаржицкий С. Е., Каргаполов В. П., Хромина Т. В. Методики изучения и коррекции агрессии в спорте. — Хабаровск: ДВГАФК, 2003. — 51 с.

Статьи
- Соколова О. М., Каргаполов В. П. Использование методологии нечеткой логики в практике волейбола. — Ученые записки университета им. П. Ф. Лесгафта, 2008.
- Лотарева Т. Ю., Каргаполов В. П. Методика совершенствования психофизических способностей будущих актеров средствами ритмической гимнастики. — Ученые записки университета им. П. Ф. Лесгафта, 2009.
- Никулин А. Е., Каргаполов В. П. Концепция профессиональной подготовки гидов-проводников экологических маршрутов с активными формами передвижения туристов. — Ученые записки университета им. П. Ф. Лесгафта, 2009.